# آنا نالیک
آنا نالیک (انگلیسی: Anna Nalick؛ زادهٔ ۳۰ مارس ۱۹۸۴) یک موسیقی‌دان اهل ایالات متحده آمریکا است. وی از سال ۲۰۰۳ میلادی تاکنون مشغول فعالیت بوده‌است.